# Gieorgij Bajewski
Gieorgij Arturowicz Bajewski (ros. Георгий Артурович Баевский, ur. 11 lipca 1921 w Rostowie nad Donem, zm. 6 maja 2005 w Moskwie) – radziecki pilot wojskowy, generał major lotnictwa, Bohater Związku Radzieckiego (1944).

## Życiorys
Był synem oficera sowieckiego wywiadu, Abrama Mojsiejewicza Bajewskiego, posługującego się imionami Artur Matwiejewicz. Od sierpnia 1921 mieszkał z rodzicami w Moskwie, w latach 1931-1933 w Berlinie, a w latach 1934-1936 w Sztokholmie. W 1939 ukończył aeroklub w Moskwie, a w 1940 10 klas szkoły. 
Od maja 1940 służył w Armii Czerwonej, w listopadzie 1940 skończył wojskową lotniczą szkołę pilotów w Sierpuchowie, w której został potem instruktorem. 
Od kwietnia 1943 do maja 1945 walczył w wojnie z Niemcami jako starszy lotnik, zastępca dowódcy i dowódca eskadry pułku lotnictwa myśliwskiego na Froncie Południowo-Zachodnim (kwiecień-październik 1943), 3 (październik 1943-lipiec 1944) i 1 Ukraińskim (lipiec 1944-maj 1945). Brał udział w bitwie pod Kurskiem, operacji biełgorodzko-charkowskiej, bitwie o Dniepr, operacji zaporoskiej, dniepropietrowskiej, lwowsko-sandomierskiej, sandomiersko-śląskiej, dolnośląskiej, berlińskiej i praskiej. 17 sierpnia 1943 został ranny w walce powietrznej, 12 grudnia 1943 jego samolot został uszkodzony, a on sam ciężko poparzony i do lutego 1944 leczył się w szpitalach. 6 kwietnia 1944 był ciężko kontuzjowany. Wykonał 232 loty bojowe i stoczył 52 walki powietrzne, w których zestrzelił osobiście 19 samolotów wroga. 
W 1951 ukończył Wojskową Akademię Inżynieryjną Sił Powietrznych im. Żukowskiego, a w 1962 Wojskową Akademię Sztabu Generalnego, był m.in. inspektorem w Zarządzie Sił Powietrznych Południowouralskiego Okręgu Wojskowego w Czkałowie, zastępcą szefa Instytutu Naukowo-Badawczego w Achtubinsku i od lutego 1970 do października 1973 zastępcą dowódcy Sił Powietrznych Moskiewskiego Okręgu Wojskowego, w marcu-kwietniu 1971 był komenderowany służbowo do Egiptu, 1973–1985 wykładał w Wojskowej Akademii Inżynieryjnej Sił Powietrznych im. Żukowskiego, w sierpniu 1985 został zwolniony do rezerwy.

## Awanse
- młodszy porucznik (19 listopada 1940)
- porucznik (31 stycznia 1943)
- starszy porucznik (30 listopada 1943)
- kapitan (4 kwietnia 1945)
- major (30 kwietnia 1949)
- podpułkownik (25 kwietnia 1952)
- pułkownik (2 marca 1957)
- generał major lotnictwa (13 kwietnia 1964)

## Odznaczenia
- Złota Gwiazda Bohatera Związku Radzieckiego (4 lutego 1944[1])
- Order Lenina
- Order Czerwonego Sztandaru (dwukrotnie – 21 września 1943 i 17 stycznia 1944)
- Order Aleksandra Newskiego (4 maja 1945)
- Order Wojny Ojczyźnianej I klasy (dwukrotnie – 19 stycznia 1944 i 11 marca 1985)
- Order Czerwonej Gwiazdy (czterokrotnie – 5 lipca 1943, 30 grudnia 1956, 24 listopada 1966 i 22 lutego 1977)
- Order Czerwonej Gwiazdy (Czechosłowacja, 5 maja 1975)

I inne.